# Ioan Russu-Şirianu
Ioan Russu-Şirianu, magyarosan Russu-Şirianul János (Világos, 1864. július 8. – Bukarest, 1909. december 12.) hírlapíró és szerkesztő, országgyűlési képviselő.

## Élete
Görögkeleti vallású. Középiskolai tanulmányait az aradi állami képzőben végezte, ahol tanítói oklevelet is nyert. Ezután a nagyszebeni Tribuna munkatársa lett, majd átment Romániába, ahol a Romanul c. lapnak segédszerkesztője volt. 1891-ben Magyarországra visszatérve, átvette a nagyszebeni Tribuna szerkesztését, amely állást 1896-ig töltötte be. Ezalatt három ízben volt sajtó útján elkövetett izgatás vétsége miatt elítélve. 1896-ben a Voinţa Nationale szerkesztője volt. 1893-ban megalapította a Foia Poporulni c. román napilapot; 1897-től az aradi Tribuna főszerkesztője volt. Arad megye törvényhatósági bizottságának, a görögkeleti román zsinatnak és kongresszusnak tagja. Az 1905. évi általános választások alkalmával a kisjenői kerület román nemzetiségi programmal országgyűlési képviselővé választotta. Az 1906. évi választásoknál kisebbségben maradt.

## Munkái
- Moara din vale. Arad, 1894. (Elbeszélések).
- Románii din statul Ungar. Bukarest, 1904. (melytől 1905-ben a postai szállítás joga megvonatott.)